# Spiraea decumbens
Spiraea decumbens är en rosväxtart som beskrevs av Johann Friedrich Wilhelm Koch. Spiraea decumbens ingår i släktet spireor, och familjen rosväxter. Inga underarter finns listade i Catalogue of Life.